# Cerro Guiengola
El Cerro Guiengola se localiza a 14 km al noroeste de la Ciudad de Santo Domingo Tehuantepec, una ciudad del sureste de México, en el estado de Oaxaca, en la región del Istmo de Tehuantepec, entre los paralelos 16º 21’ y 16º 26’ de latitud norte y 95° 17’ y 95° 24’ de longitud oeste, ocupa una superficie aproximada de 4530 ha y su altura máxima es de 1050 metros. Está limitado al noroeste por la Presa Benito Juárez, al sureste por la Ciudad de Santo Domingo Tehuantepec, al oeste por el Cerro El Portillo del Guayabo y al este por el poblado de Santa María Mixtequilla.
La vegetación predominante en el cerro corresponde a las selvas bajas caducifolia y caducifolia espinosa, las especies arbóreas más abundantes son: Ceiba parvifolia, Fouquieria formosa, Bursera simaruba, Plumeria rubra y Lysiloma divaricata; además de los árboles, las formas básicas de estas selvas son los arbustos, lianas y hierbas, también se hallan cactáceas y plantas de formas arrosetadas que se encuentran representadas por especies de los géneros Agave, Cephalocereus, Escontria, Pereskiopsis y Stenocereus.